# SNK Marx
SNK Marx je bio radnički nogometni klub iz Daruvara.
Klub je osnovan kao športsko društvo te je zbog pomanjkanja sredstava na početku imao samo nogometnu sekciju.
Na početku su igrači u bijelim košuljama, a kasnije su kupljeni prvi bijeli dresovi s crvenim ovratnikom. Na prsima je u crvenom krugu bilo slovo M.
Dana 14. srpnja klub je primljen za privremenog člana JNS-a te je od 13. rujna 1919. postao punopravni član. Gradski derbi igrao je protiv Daruvarskog omladinskog nogometnog kluba.
Prvi igrači SNK Marx bili su:
- vratar: Lovro Ger
- braniči: Stjepan Horvat i Josip Drobny
- vezni red: Rudolf Valdgoni, Ivan Mehler, Alojz Weber i Milan Pecikozić
- napadači: Karel Jindra, Karel Dřevikovski, Josip Tujmer, Ivan Smak, Stjepan Tujmer i Josip Šplihal.

Kasnije su se priključili Ljudevit Valdgoni, Lujo Horvat, Vencel Pešek, Albert Papp, Franjo Heinzl i Albert Weber. Prvi predsjednik kluba bio je Josip Tujmer.
Krajem 1920. godine Vlada Kraljevine SHS zabranila je rad cijele komunističke organizacije te sve propagande vezane uz nju. Klub zatim mijenja ime u Radnički ŠK Marx, a zatim u Amaterski ŠK Marx. Godine 1921. zabranjuje se djelovanje Marxa te je policija zaplijenila dresove u klupskim prostorijama. Klub nakon toga mijenja ime u Daruvarski nogomet-športski klub Olimpija.

### Članci
- Ambroš, Davor. 2022. Prvi daruvarski nogometni klubovi. Zbornik Janković. Ogranak Matice hrvatske u Daruvaru. Daruvar. 6 (7): 49–76